# Руфьяк (Шаранта)
Руфья́к (фр. Rouffiac) — коммуна во Франции, находится в регионе Пуату — Шаранта. Департамент — Шаранта. Входит в состав кантона Обтер-сюр-Дрон. Округ коммуны — Ангулем.
Код INSEE коммуны — 16284.
Коммуна расположена приблизительно в 440 км к юго-западу от Парижа, в 150 км южнее Пуатье, в 45 км к югу от Ангулема.

## Население
Население коммуны на 2008 год составляло 114 человек.
| 1962 | 1968 | 1975 | 1982 | 1990 | 1999 | 2008 |
| ---- | ---- | ---- | ---- | ---- | ---- | ---- |
| 184  | 159  | 156  | 131  | 106  | 114  | 114  |

## Администрация
| Период | Период | Фамилия         | Партия | Примечания |
| ------ | ------ | --------------- | ------ | ---------- |
| 2001   | 2008   | Эрик Роше       |        |            |
| 2008   |        | Мари-Франс Борд |        |            |

## Экономика
В 2007 году среди 58 человек в трудоспособном возрасте (15—64 лет) 41 были экономически активными, 17 — неактивными (показатель активности — 70,7 %, в 1999 году было 66,2 %). Из 41 активных работали 39 человек (21 мужчина и 18 женщин), безработных было 2 (2 мужчины и 0 женщин). Среди 17 неактивных 3 человека были учениками или студентами, 8 — пенсионерами, 6 были неактивными по другим причинам.

## Достопримечательности
- Приходская церковь Св. Иоанна Крестителя (XII век)
  - Бронзовый колокол (1667 год). На колоколе выгравирована надпись: BENEDICAMUS PATREM ET FILIUM CUM SANCTO SPIRITU. SIT NOMEN DOMINI BENEDICTUM EX HOC, NUNC ET USQUE AD SECULUM. JESUS MARIA JOSEPH. S.MARIA ET STE MARTIALISINTERCEDITE PRO NOBIS. HAEC CAMPANA FUIT BENEDICTA A D.PETRO ROSSIGNOL, RECTORE SANCTI MARTIALIS DE COLONGES, XIX MENSIS MAII, ANNO DOMINI 1667. FUIT IUSTICUS PATER D.JOANNES R.DROULHE, SCUTIFER ; LUSTRICA VERO MATER DOMICELLA MARIE D’AUBETERRE Исторический памятник с 1944 года[3]
  - Запрестольный образ (ретабло; 1-я четверть XVIII века). Исторический памятник с 1975 года[4]
  - Кафедра (1-я четверть XVIII века). Высота — 6,5 м. Исторический памятник с 1911 года[5]

## Фотогалерея
- Церковь Св. Иоанна Крестителя
- Интерьер церкви Св. Иоанна Крестителя
- Кафедра
- Мэрия